# 大渡順二
大渡 順二（おおわたり じゅんじ、1904年8月17日 - 1989年6月4日）は、日本の医事評論家、記者。

## 来歴
岡山県出身。父・大渡忠太郎は植物学者で、第六高等学校（現・岡山大学）教授であった。京都帝国大学中退。朝日新聞社入社、政治経済部記者。結核の闘病体験から医学知識の普及を目的として1946年に保健同人社を設立、雑誌『保健同人』を創刊。54年医師守屋博と日本初の「人間ドック」を始めた。日本エッセイストクラブ幹事。

## 著書
- 新体制読本 新紀元社, 1940
- 結核療養のコツ 回復者は教える 保健同人社, 1955
- 医者の選び方 保健同人社, 1962.
- 医者のかかり方実用編 岡本正共著. 保健同人社, 1962.
- 健康ご意見番 朝日新聞社, 1965.
- 大渡順二文集. 1(私史) 保健同人社, 1981.7.
- 大渡順二文集. 2(随筆) (わたしの砂文字) 保健同人社, 1981.8.
- 大渡順二文集. 3(論索) (心をひらく) 保健同人社, 1990.6.

## 参考
- 日本人名大事典